# Даутов, Нур Асгатович
Нур Асгатович Даутов (род. 5 января 1956 года) — композитор, пианист. Заслуженный деятель искусств Республики Башкортостан (1993). Член Союза композиторов (1992). Лауреат премии им. Г. Саляма (1990). Заслуженный деятель искусств Российской Федерации (2007), лауреат государственной премии Республики Башкортостан им. Салавата Юлаева (2014), народный артист Республики Башкортостан (2016).

## Биография
Даутов Нур Асгатович родился 5 января 1956 года в п. Пахарь Белебеевского района БАССР в музыкальной семье. С детства играл на тальянке, на баяне.
В 1973 году окончил школу музыкантских воспитанников (ныне Гимназия-интернат имени Газиза Альмухаметова)
В 1986 году окончил Уфимский институт искусств (педагог З. Г. Исмагилов).
С 1982 года работал музыкальным руководителем Башкирской филармонии, с 1987 года — преподаватель Уфимского училища искусств по классу инструментовки и чтения партитур, а с 2002 года — педагог УГАИ, преподает основы композиции и компьютерную аранжировку.
Нур Асгатович является одним из основателей и постоянным членом жюри Международного фестиваля «Дуслык моно» в городе Нефтекамск, членом конкурсов «Ирэндек мондары» в городе Сибай, «Праздник курая» в городе Октябрьский. Он выступает с сольными концертами как исполнитель своих произведений. Нур Асгатович играет на рояле, баяне, гитаре и на многих народных инструментах. Мировую известность получили его произведения в жанре классической музыки, в том числе музыка к спектаклю «Фатима».

## Сочинения
Опера «Гөлъямал» (1986, «Гульямал»; либр. В. С. Каримова по поэме З. А. Биишевой), детская опера «Тараканище» (1989, по сказке К. И. Чуковского)
Вокально-симфонические циклы «Башҡортостан бында башлана» (2000, «Башкортостан начинается здесь») на стихи Р. Т. Бикбаева, «Халҡым йырҙары» (2004, «Песни моего народа») на народные слова и стихи А. Х. Игебаева,
Кантата «Еремә тыныслыҡ» (1985, «Мир моей земле») на стихи В. Х. Илимбетова, хоровая симфония «Мин киткәнгә илап ҡайғырмағыҙ» (2004, «Не плачьте, что я ушёл») на стихи Салавата Юлаева и народные, кантата «Аҡмулланың һүҙе шул» (2006, «Слово Акмуллы»).
Инструментальная музыка: 3 симфонии (1993, 1994, 2004), симфоническая поэма «Урал» (1984), «Праздничная увертюра» (1985),
Сонаты для флейты (1982, 1983, 1987), струнные квартеты (1982, 1987), 2 цикла фортепианных пьес для детей «Балалар дәфтәре» (1989, 1990; «Детская тетрадь»).
Пьесы для ансамбля и оркестра башкирских народных инструментов («Весенний марш», «Ҡыҙҙар бейеүе» — «Девичий хоровод», «Серенада» и др.).
Вокальные циклы на стихи С. Алибая, Ш. Анака, Ш. Биккула, Р. Я. Гарипова, М. Карима, Н. Наджми, Г. Г. Шафикова,
Около 300 песен и романсов, музыка к художественному фильму «Атай» (1998; «Отец», к/ст «Башкортостан»), драматическим спектаклям «Аманатҡа хыянат» (1987, «Измена предкам») Ф. В. Богданова, «Миләш-Миләүшә» (1988, «Миляуша, Горькая рябина») Н. Асанбаева, «Һөйәһеңме — һөймәйһеңме?» (1992, «Любишь — не любишь?») Ф. М. Булякова, «Юлдар өҙөлгәндә» (1982, «В распутицу») А. К. Атнабаева, «Салауат саҡырыуы» (2004, «Зов Салавата») С. Алибая и др.
На протяжении многих лет Нур Асгатович Даутов является председателем жюри республиканского конкурса юных дарований «Весенняя капель», проводимого в городе Дюртюли Республики Башкортостан.

## Общественная позиция
В марте 2014 года поддержал аннексию Крыма, подписал письмо президенту России Владимиру Путину в поддержку аннексии

## Награды и звания
- Заслуженный деятель искусств РБ (1993)
- Премия им. Г.Саляма (1990).
- Заслуженный деятель искусств Российской Федерации (2007)
- Лауреат Государственной премии Республики Башкортостан им. Салавата Юлаева (2014)
- Народный артист Республики Башкортостан (2016)